# Connecticut Open 2015
Connecticut Open 2015 — тенісний турнір, що проходив на відкритих кортах з твердим покриттям. Це був 47-й за ліком Connecticut Open. Належав до серії Premier у рамках Туру WTA 2015. Відбувся в Cullman-Heyman Tennis Center у Нью-Гейвені (США). Тривав з 23 до 29 серпня 2015 року. 

## Очки і призові

### Нарахування очок
| Дисципліна       | П   | Ф   | ПФ  | ЧФ  | 1/8 | 1/16 | Q   | Q3  | Q2  | Q1  |
| Одиночний розряд | 470 | 305 | 185 | 100 | 55  | 1    | 25  | 18  | 13  | 1   |
| Парний розряд    | 470 | 305 | 185 | 100 | 1   | Н/Д  | Н/Д | Н/Д | Н/Д | Н/Д |

### Призові гроші
| Дисципліна       | П        | F       | ПФ      | ЧФ      | 1/8     | 1/16   | Q3     | Q2     | Q1   |
| Одиночний розряд | $128,250 | $68,385 | $36,185 | $19,470 | $10,366 | $5,755 | $2,360 | $1,080 | $675 |
| Парний розряд    | $40,600  | $21,380 | $11,760 | $5,985  | $3,240  | Н/Д    | Н/Д    | Н/Д    | Н/Д  |

## Учасниці основної сітки в одиночному розряді

### Сіяні пари
| Країна    | Гравчиня           | Рейтинг* | Сіяна |
| --------- | ------------------ | -------- | ----- |
| Румунія   | Сімона Халеп       | 3        | 1     |
| Чехія     | Петра Квітова      | 4        | 2     |
| Данія     | Каролін Возняцкі   | 5        | 3     |
| Чехія     | Луціє Шафарова     | 6        | 4     |
| Чехія     | Кароліна Плішкова  | 7        | 5     |
| Швейцарія | Тімеа Бачинскі     | 14       | 6     |
| Польща    | Агнешка Радванська | 15       | 7     |
| Італія    | Сара Еррані        | 16       | 8     |

- Рейтинг подано станом на 17 серпня 2015

### Інші учасниці
Нижче подано учасниць, що отримали вайлд-кард на вихід в основну сітку:
- Агнешка Радванська
- Алісон Ріск
- Луціє Шафарова
- Каролін Возняцкі

Учасниця, що потрапила в основну сітку завдяки захищеному рентингові:
- Домініка Цібулкова

Нижче наведено гравчинь, які пробились в основну сітку через стадію кваліфікації:
- Ольга Говорцова
- Полона Герцог
- Юлія Путінцева
- Магдалена Рибарикова
- Ольга Савчук
- Роберта Вінчі

Як щасливий лузер в основну сітку потрапили такі гравчині:
- Леся Цуренко

### Відмовились від участі
До початку турніру
- Белінда Бенчич → її замінила  Дарія Гаврилова
- Сімона Халеп (травма лівого стегна) → її замінила  Леся Цуренко
- Катерина Макарова → її замінила  Барбора Стрицова
- Слоун Стівенс → її замінила  Цветана Піронкова

### Знялись
- Ольга Говорцова
- Еліна Світоліна

## Учасниці основної сітки в парному розряді

### Сіяні пари
| Країна            | Гравчиня           | Країна    | Гравчиня        | Рейтинг* | Сіяна |
| ----------------- | ------------------ | --------- | --------------- | -------- | ----- |
| Словенія          | Катарина Среботнік | Росія     | Олена Весніна   | 14       | 1     |
| США               | Ракель Копс-Джонс  | США       | Абігейл Спірс   | 31       | 2     |
| Китайський Тайбей | Чжань Хаоцін       | Австралія | Кейсі Деллаква  | 48       | 3     |
| Німеччина         | Юлія Гергес        | Чехія     | Луціє Градецька | 60       | 4     |

- Рейтинг подано станом на 17 серпня 2015

### Інші учасниці
Нижче наведено пари, які отримали вайлдкард на участь в основній сітці:
- Лорен Девіс /  Алісон Ріск

## Переможниці та фіналістки

### Одиночний розряд
- Петра Квітова —  Луціє Шафарова, 6–7(6–8), 6–2, 6–2

### Парний розряд
- Юлія Гергес /  Луціє Градецька —  Чжуан Цзяжун /  Лян Чень, 6–3, 6–1